# Türk Hava Yolları Spor Kulübü 2020-2021 (pallavolo)
Questa voce raccoglie le informazioni riguardanti il Türk Hava Yolları Spor Kulübü nelle competizioni ufficiali della stagione 2020-2021.

## Organigramma societario
Area direttiva
- Presidente: Mehmet İlker Aycı

Area tecnica
- Allenatore: Marcello Abbondanza
- Allenatore in seconda: Mehmet Yücel
- Assistente allenatore: Yunus Öçal
- Scoutman: Burak Simit

## Rosa
| N° | Nome               | Ruolo | Data di nascita  | Nazionalità sportiva |
| -- | ------------------ | ----- | ---------------- | -------------------- |
| 1  | Lauren Carlini     | P     | 28 febbraio 1995 | Stati Uniti          |
| 2  | Merve Dalbeler     | L     | 27 giugno 1987   | Turchia              |
| 3  | Berin Yıldırım     | L     | 13 giugno 1998   | Turchia              |
| 5  | Şeyma Ercan        | S     | 5 luglio 1994    | Turchia              |
| 6  | Polen Uslupehlivan | O     | 19 luglio 1993   | Turchia              |
| 7  | Ada Germen         | S     | 24 giugno 1997   | Turchia              |
| 8  | Aslı Kalaç         | C     | 13 dicembre 1995 | Turchia              |
| 10 | Hanife Özaydınlı   | C     | 1º novembre 2002 | Turchia              |
| 11 | Daly Santana       | S     | 19 febbraio 1995 | Porto Rico           |
| 13 | Büşra Şahin        | C     | 8 agosto 1997    | Turchia              |
| 15 | Özlem Tuğral       | P     | 21 ottobre 2001  | Turchia              |
| 16 | Özge Yurtdagülen   | C     | 6 agosto 1993    | Turchia              |
| 17 | Nursevil Aydınlar  | P     | 28 novembre 1995 | Turchia              |
| 18 | Ebrar Karakurt     | O     | 17 gennaio 2000  | Turchia              |
| 19 | Madison Kingdon    | S     | 20 aprile 1993   | Stati Uniti          |

## Statistiche

### Statistiche di squadra
| Competizione     | Punti | In casa | In casa | In casa | In trasferta | In trasferta | In trasferta | Totale | Totale | Totale |
| Competizione     | Punti | G       | V       | P       | G            | V            | P            | G      | V      | P      |
| ---------------- | ----- | ------- | ------- | ------- | ------------ | ------------ | ------------ | ------ | ------ | ------ |
| Sultanlar Ligi   | 66    | 17      | 11      | 6       | 17           | 14           | 3            | 34     | 25     | 9      |
| Coppa di Turchia | 6     | 0       | 0       | 0       | 1            | 0            | 1            | 3      | 2      | 2      |
| Challenge Cup    | -     | 2       | 1       | 1       | 2            | 1            | 1            | 6      | 4      | 2      |
| Totale           | -     | 19      | 12      | 7       | 20           | 15           | 5            | 43     | 31     | 13     |

G = partite giocate; V = partite vinte; P = partite perse

### Statistiche dei giocatori
| Giocatore       | Campionato | Campionato | Campionato | Campionato | Campionato | Coppa di Turchia | Coppa di Turchia | Coppa di Turchia | Coppa di Turchia | Coppa di Turchia | Challenge Cup | Challenge Cup | Challenge Cup | Challenge Cup | Challenge Cup | Totale | Totale | Totale | Totale | Totale |
| Giocatore       | P          | PT         | AV         | MV         | BV         | P                | PT               | AV               | MV               | BV               | P             | PT            | AV            | MV            | BV            | P      | PT     | AV     | MV     | BV     |
| --------------- | ---------- | ---------- | ---------- | ---------- | ---------- | ---------------- | ---------------- | ---------------- | ---------------- | ---------------- | ------------- | ------------- | ------------- | ------------- | ------------- | ------ | ------ | ------ | ------ | ------ |
| N. Aydınlar     | 33         | 33         | 21         | 5          | 7          | 4                | 7                | 3                | 3                | 1                | 5             | 17            | 10            | 5             | 2             | 42     | 57     | 34     | 13     | 10     |
| L. Carlini      | 30         | 104        | 62         | 28         | 14         | 4                | 9                | 8                | 1                | 0                | 4             | 16            | 10            | 4             | 2             | 38     | 129    | 80     | 33     | 16     |
| M. Dalbeler     | 14         | 0          | 0          | 0          | 0          | 4                | 0                | 0                | 0                | 0                | 6             | 0             | 0             | 0             | 0             | 24     | 0      | 0      | 0      | 0      |
| Ş. Ercan        | 31         | 172        | 124        | 25         | 23         | 4                | 10               | 7                | 2                | 1                | 4             |               | 14            | 7             | 1             | 39     | 204    | 145    | 34     | 25     |
| A. Germen       | 31         | 27         | 21         | 2          | 4          | 4                | 1                | 0                | 0                | 1                | 5             | 16            | 10            | 1             | 5             | 40     | 44     | 31     | 3      | 10     |
| A. Kalaç        | 31         | 279        | 161        | 96         | 22         | 3                | 24               | 14               | 8                | 2                | 4             | 29            | 17            | 10            | 2             | 38     | 332    | 192    | 114    | 26     |
| E. Karakurt     | 33         | 598        | 496        | 50         | 52         | 4                | 74               | 56               | 6                | 12               | 5             | 97            | 80            | 11            | 6             | 42     | 769    | 632    | 67     | 70     |
| M. Kingdon      | 25         | 385        | 338        | 24         | 23         | 2                | 4                | 38               | 1                | 1                | 3             | 58            | 50            | 5             | 3             | 30     | 447    | 426    | 30     | 27     |
| H. Özaydınlı    | 3          | 12         | 6          | 4          | 2          | 0                | 0                | 0                | 0                | 0                | 1             | 1             | 0             | 0             | 1             | 4      | 13     | 6      | 4      | 3      |
| B. Şahin        | 33         | 146        | 70         | 59         | 17         | 4                | 19               | 5                | 13               | 1                | 3             | 27            | 11            | 12            | 4             | 40     | 192    | 86     | 84     | 22     |
| D. Santana      | 20         | 110        | 95         | 6          | 9          | 3                | 33               | 27               | 2                | 4                | 2             | 11            | 9             | 0             | 2             | 25     | 154    | 131    | 8      | 15     |
| Ö. Tuğral       | 0          | 0          | 0          | 0          | 0          | 0                | 0                | 0                | 0                | 0                | -             | -             | -             | -             | -             | 0      | 0      | 0      | 0      | 0      |
| P. Uslupehlivan | 21         | 181        | 156        | 10         | 15         | 3                | 17               | 16               | 0                | 1                | 6             | 53            | 48            | 2             | 3             | 30     | 251    | 220    | 12     | 19     |
| B. Yıldırım     | 30         | 4          | 4          | 0          | 0          | 3                | 0                | 0                | 0                | 0                | 2             | 0             | 0             | 0             | 0             | 35     | 4      | 4      | 0      | 0      |
| Ö. Yurtdagülen  | 18         | 36         | 22         | 11         | 3          | 2                | 4                | 4                | 0                | 0                | 5             | 28            | 17            | 9             | 2             | 25     | 68     | 43     | 20     | 5      |

P = presenze; PT = punti totali; AV = attacchi vincenti; MV = muri vincenti; BV = battute vincenti